# بولا جاك
بولا جاك (بالفرنسية: Paula Jacques)‏يهودية فرنسية من أصل مصري، رحلت عن مصر عام 1957، ثم قضت طفولتها في إسرائيل لكنها عاودت الانضمام إلى عائلتها في فرنسا بعد ذلك. وهي شخصية متعددة المواهب، حيث قامت بنشاط ثقافى مسرحى واسع وأسست فرقة مسرحية، لكن بعد عام 1957 تفرغت للكتابة الصحفية والإذاعية والأدبية، وحصلت على عدد من الجوائز الأدبية.

## نشأتها
عُرفت باولا عبادي في الكتابة باسم باولا جاك. وقد ولدت في القاهرة يوم 8 مايو عام 1949. ومنذ عام 1975، أصبحت مذيعة في برنامج حواري يذاع في الإذاعة الفرنسية علي محطتي (فرانس كالتشير وفرانس إنتير). وهي أيضاً روائية صدر لها الطبعة الثانية من العديد من كتبها. ويصف عمل باولا جاك بدقة حياة أغلب المجتمع اليهودي المصري المتحدث باللغة الفرنسية قبل طرد هؤلاء اليهود من مصر أثناء أزمة السويس. ويُعرف عن باولا إشارتها لنفسها بأسلوب هزلي ولكنه مناسب أنها «كالمغني إيزاك باشفيز لليهود المصريين».
وكان والدها، جاك عبادي، يعمل تاجراً، ووالدتها هي إيستر ساسون. وفي عام 1957، رحلت باولا عن مصر متجهه لإسرائيل، حيث قضت فترة قصيرة في الكيبوتس(وأصل الكيبوتس نابع عن فكرة ماركسية) الذي ترك لديها «ذكري أليمة عن النظام الصارم»(كما جاء علي لسان أرميل كريسارد في لوموند). ثم سافرت لباريس وهي لاتزال مراهقة. وعندما بلغت السابعة عشر من عمرها تزوجت واستقرت في المدينة الريفية سانت-إيتين، وشغلت منصب المدير الثقافي لفرقة (لو كوميدي جان داستي) المسرحية منذ عام 1967 وحتي عام 1971. ولكن سرعان ما انتهي زواجها. وفي عام 1971، ترأست مجموعة من الممثلين الذين قاموا بجولة في أفريقيا. وعملت بعد ذلك كمراسلة في إذاعة فرنسا الدولية. ونقل عنها كريسارد قولها بأنها علمت نفسها بنفسها ولم تحصل علي أي شيء من أي شخص.
أقيمت أكثر المبادرات نجاحا ونشاطا في فرنسا. في ديسمبر 1978، حيث تم تقديم موضوع اليهود المصريين في اجتماع عام لحوالى 400 فرد في مركز راشى في باريس (وهو معهد للدراسات الدينية اليهودية، وراشى لقب تم إطلاقه على الحاخام شلوموبار إيزاك (1040-1105 ميلادية)، والذي عاش في مدينة«تروي» الواقعة بمنطقة «شامبين» إلى الشرق من باريس، واشتهر بشرحه للتوراة والتلمود). لقد دفع هذا الحدث إلى تكوين جمعية حماية التراث الثقافى ليهود مصر (المعروفة اختصارا ب«إيه اس بى سى جيه إى إيه» المعادلة ل «ج ح ت ث ى م») في سبتمبر 1979. وخلال أوائل الثمانينات، قامت هذه الجمعية بعقد اجتماعات شهرية في باريس، ومن عام 1980 إلى عام 1986، قامت بنشر خمسة وعشرين عددا من مجلة ربع سنوية تحمل اسم «ناهار ميسرايم» (נהר מצרים) (نهر النيل). وقد سعى زعماء الجمعية إلى إجراء اتصالات مع اليهود المصريين في إسرائيل والولايات المتحدة، حيث ساهم بعض هؤلاء اليهود بالكتابة في مجلة الجمعية. كما كانت هذه الجمعية مرتبطة بشكل ما بكل نشاط منظم لليهود المصريين تقريبا وكل مطبوعة عنهم خلال الثمانينات. كما دفع نشاط (ج ح ت ث ى م) بولا جاك عبادى، إلى معاودة زيارة مسقط رأسها في عام 1981 للمرة الأولى منذ رحيلها بعد حرب 1956. وعند عودتها، كتبت تقريرا عن رحلتها للبرنامج الإذاعى المرموق «ثقافة فرنسا».

## إنتاجها الأدبي
في عام 1980، نشرت أول كتاب لها «نور العين» Lumière de l’oeil الذي يروي سنوات طفولتها في القاهرة. ووصف الناقد (ميشل) كتابها بأنه «نابض بالحياة والحيوية، ولكنه فوضوياً بعض الشيء». وربما تكون روايات باولا جاك، التي تجذب العامة في فرنسا أكثر من جمهور القراء المثقفين، قد أربكت قاريء اللغة الإنجليزية بسبب أسلوبها الباروكي – أو ربما الشرقي– الممتليء بالتفاصيل والسرد غير المترابط إلي حد ما، ويذكرنا بعضها بما أطلق عليه «الرواية الفرنسية الحديثة» التي بدأت في الظهور في الخمسينات. وبدون شك أكثر ما يجذب هو قدرة بولا جاك علي الجمع بين الدفء الصادق والسخرية اللطيفة والفكاهة اللاذعة في وصفها لرد الفعل الشجاع للمجتمع اليهودي المصري اتجاه ظاهرة معاداة السامية، حتي بالرغم من اشتراك بعض أعضاء هذا المجتمع في خطط سخيفة للتسلق الاجتماعي أو الارتقاء الوظيفي. ومنذ ذاك الوقت قامت بكتابة ثلاث روايات أخرى كانت شخصياتها الرئيسية من اليهود المصريين. ولاقت أعمالها المديح من جانب الجمهور الأدبي الفرنسي.

### محتوى رواياتها
تعتبر رواية بولا جاك «ميراث العمة كارلوتا» L’Héritage de Tante Carlotta، التي صدرت عام 1988، نموذجاً لتفكيرها المرتبك في زملائها المتدينين ولكن هذا التفكير يشير إلي مدي اهتمامها بهم. وقد تم ترجمة مقتطفات منها إلي اللغة الإنجليزية بنفس العنوان. وبالرغم من أن بولا ركزت في وصفها علي يهود مصر المتحدثين باللغة الفرنسية، فقد قدمت أيضاً لمحات عن حياة بعض الجماعات اليهودية التي عاشت هناك. وفي عام 1991، فازت روايتها «ديبوراه والملائكة الجامحة» Deborah ou les anges dissipés بجائزة «بريه فيمينا» –أي جائزة فيمينا- (هي جائزة أدبية فرنسية تأسست عام 1904 على يد 22 كاتبا في مجلة الحياة السعيدة والمعروفة حاليا باسم فيمنيا. والجائزة يتم إقرارها سنويا عن طريق لجنة تحكيم مقصورة على النساء، حيث تم الإعلان عن اسم الفائز في أول أربعاء من شهر نوفمبر كل عام).وهي جائزة يطمح الجميع في الفوز بها، وكانت أول رواية لبولا تحصل علي جائزة. وتدور أحداث الرواية في عام 1948 قبل قيام الدولة الإسرائيلية بوقت قصير.
وقد أصيب اليهود المصريون ذوو الإلمام بأعمالها بإحباط وانزعاج من جراء ملئها لروايتها بما يعتبرونه شخصيات غير جذابة أو سيئة- من شحاذين وأيتام ومحتالين وما شابه ذلك- والذين لا يعطون صورة «حقيقية» لحياتهم في مصر.وكثيراً ما تظهر الثنائيات النسائية في أعمال بولا جاك كالأرامل الفقيرات المحترمات اللاتي يعشن في باريس ووقفن في وجه شقيقتهن الراقصة اليهودية الفاسقة التي تعيش في مصر، أو العانس الأمريكية اليهودية الثرية التي تقف في مواجهة عاهرات العالم الثالث اليهوديات اللاتي يستفدن من سخاء والدها. فعلى سبيل المثال، تحكي رواية «المرأة وحبها» Les femmes avec leur amour التي صدرت عام 1999 عن العلاقة بين فتاة يهودية لم تصل لمرحلة المراهقة بعد وخادمتها المسلمة في القاهرة.
وتصف أحدث رواية كتبتها باولا جاك «جيلدا ستامبولي تعاني وتشكو» Gilda Stambouli souffre et se plaint، التي صدرت عام 2002، العلاقة المشوهه بين الأرملة المرحة جيلدا ستامبولي، التي تغادر القاهرة وتتجه إلي باريس، وإبنتها جوليت التي يتم نفيها إلي الكيبوتس في نفس الوقت– والتي تعتبر إلي حد كبير نسخة من باولا نفسها.
يري ناقد لوموند المتحمس هيوجو مارسان: «أن باولا تستخدم جيلدا لتقول إنه لا يوجد شيء – حتي وإن كان حب الأم – يمكن أن يجعل الفرد ينكر هويته أو يتخلي عن فرصه للسعادة. ولابد أن تكون الرواية الجيدة دائماً غير أخلاقية ويجب أن يتمتع مؤلفها بالشجاعة ليتعمق داخل الشخصيات ويثبت أصالتها بعيداً عن اعتبارات الخير والشر». وحصلت رواية «جيلدا ستامبولي تعاني وتشكو» Gilda Stambouli souffre et se plaint عام 2002 علي جائزة أفضل كتاب من شبكة إذاعة وان الأوروبية، وجائزة (بأي ديز أنجيه) Baie des Anges بمدينة نيس في نفس العام.

### أعمالها المختارة
- Un baiser froid comme la lune. «قبلة باردة كالقمر»، باريس 1983.
- Deborah ou les anges dissipés «ديبورا والملائكة الجامحة»، باريس 1991، الطبعة الثانية 1994.
- La descente au paradis «هبوط من الجنة»، باريس 1995، الطبعة الثانية 1997.
- Les femmes avec leur amour «المرأة وحبها»، باريس 1997، الطبعة الثانية 1999.
- Gilda Stambouli souffre et se plaint «جيلدا ستامبولى تعانى وتشكو» باريس 2000.
- L’héritage de Tante Carlotta. «ميراث العمة كرلوتا» باريس 1987، الطبعة الثانية 1990.
- مقتطفات مترجمة على يد مايكل ت. وورد كميراث العمة كارلوتا.
- جامعة بيل للدراسات الفرنسية 85 (عام 1994).
- Lumière de l’oeil. «نور العين»، باريس 1980، الطبعة الثانية 1983.
- Samia la rebelle «تمرد سميا» باريس 2000.
- Rien qu’une femme «فقط امرأة».
- نقد رواية بولا جاكوز (Gilda Stambouli se plaint)، لوموند، 26 أبريل 2002.
- Light of My Eye «ضوء البصر» هي سيرة ذاتية نشرها مؤخرا هولمز وميير. وهي أول رواية تصدر لها باللغة الإنجليزية. ونشرت الرواية في ربيع عام 2009، وترجمتها سوزان كوهين نيكول بتفان ودقة.[4]

## راجع
- جوئيل بنين، شتات اليهود المصريين
- موقع Jewish Women's Archive كتابة «الآن أسترو»